# La Daguenière
La Daguenière é uma ex-comuna francesa na região administrativa da Pays de la Loire, no departamento de Maine-et-Loire. Estendeu-se por uma área de 11,92 km². Em 2010 a comuna tinha 1 282 habitantes (densidade: 107,6 hab./km²).
Em 1 de janeiro de 2016 foi fundida com as comunas de Saint-Mathurin-sur-Loire, Andard, Bauné, La Bohalle, Brain-sur-l'Authion e Corné para a criação da nova comuna de Loire-Authion.